# Krzczonów (gromada w powiecie bychawskim)
Krzczonów – dawna gromada, czyli najmniejsza jednostka podziału terytorialnego Polskiej Rzeczypospolitej Ludowej w latach 1954–1972.
Gromady, z gromadzkimi radami narodowymi (GRN) jako organami władzy najniższego stopnia na wsi, funkcjonowały od reformy reorganizującej administrację wiejską przeprowadzonej jesienią 1954 do momentu ich zniesienia z dniem 1 stycznia 1973, tym samym wypierając organizację gminną w latach 1954–1972.
Gromadę Krzczonów z siedzibą GRN w Krzczonowie utworzono – jako jedną z 8759 gromad na obszarze Polski – w powiecie lubelskim w woj. lubelskim na mocy uchwały nr 12 WRN w Lublinie z dnia 5 października 1954. W skład jednostki weszły obszary dotychczasowych gromad Krzczonów, Borzęcin, Krzczonów kol. i Krzczonów folwark, ponadto miejscowości Zielona i Bożydar z dotychczasowej gromady Kosarzew Górny kol., miejscowość Lipniak z dotychczasowej gromady Żuków oraz miejscowość Gierniak z dotychczasowej gromady Teklin – wszystkie ze zniesionej gminy Krzczonów w tymże powiecie. Dla gromady ustalono 27 członków gromadzkiej rady narodowej.
1 stycznia 1956 gromada weszła w skład nowo utworzonego powiatu bychawskiego w tymże województwie.
1 stycznia 1958 do gromady Krzczonów włączono wieś Walentynów i kolonię Pamięcin z gromady Żuków w powiecie lubelskim w tymże województwie.
Gromada przetrwała do końca 1972 roku, czyli do kolejnej reformy gminnej. 1 stycznia 1973 – tym razem w powiecie bychawskim – reaktywowano gminę Krzczonów (od 1999 gmina Krzczonów znajduje się ponownie w powiecie lubelskim w woj. lubelskim).